# Epidendrum proligerum
Epidendrum proligerum är en orkidéart som beskrevs av João Barbosa Rodrigues. Epidendrum proligerum ingår i släktet Epidendrum och familjen orkidéer. Inga underarter finns listade i Catalogue of Life.